# Liste der Rektoren der Albert-Ludwigs-Universität Freiburg
Die Rektoren der Albert-Ludwigs-Universität Freiburg.
Fast 800 Rektoren und Prorektoren hatte die Albert-Ludwigs-Universität in ihrer über 550-Jährigen Geschichte. Prorektoren waren die Rektoren in der Zeit, als die Universität sich unter die Schirmherrschaft des jeweiligen Landesherrn stellte und diesen zum Rektor erwählte. Der Prorektor nahm dann die eigentlichen Rektoratsgeschäfte wahr.

## 15. bis 18. Jahrhundert (unvollständig)
Fünfzehntes Jahrhundert
| Name                          | von  | bis  |
| ----------------------------- | ---- | ---- |
| Matthäus Hummel               | 1460 | 1461 |
| Johann Pfeffer                | 1461 | 1461 |
| Johann Pfeffer                | 1463 | 1463 |
| Johann Pfeffer                | 1466 | 1466 |
| Johann von Pfalz-Mosbach      | 1466 | 1467 |
| Konrad Stürtzel von Buchheim  | 1469 | 1469 |
| Johann Pfeffer                | 1470 | 1470 |
| Uodalricus Rotpletz           | 1473 | 1473 |
| Nicolaus Matz                 | 1475 | 1476 |
| Johann Geiler von Kaysersberg | 1476 | 1477 |
| Friedrich II. von Zollern     | 1477 | 1477 |
| Uodalricus Rotpletz           | 1477 | 1478 |
| Konrad Stürtzel von Buchheim  | 1478 | 1478 |
| Uodalricus Rotpletz           | 1485 | 1486 |
| Uodalricus Rotpletz           | 1488 | 1488 |

Sechzehntes Jahrhundert
| Name                       | von  | bis  |
| -------------------------- | ---- | ---- |
| Johann Sutter              | 1505 | 1506 |
| Wilhelm Werner von Zimmern | 1506 | 1507 |
| Johann Caspar Neubeck      | 1573 | 1574 |
| Markus Tegginger           | 1576 | 1576 |
| Jodocus Lorichius          | 1582 | 1584 |

Siebzehntes Jahrhundert
| Name                                | von  | bis  |
| ----------------------------------- | ---- | ---- |
| Johannes Paul Windeck               | 1614 | 1615 |
| Wilhelm Jakob Rinck von Baldenstein | 1647 | 1648 |

Achtzehntes Jahrhundert
| Name                       | von  | bis  |
| -------------------------- | ---- | ---- |
| Johann Sigmund Stapf       | 1703 | 1742 |
| Johann Georg Sigmund Stapf | 1744 | 1756 |
| Joseph Biner               | 1760 | 1765 |
| Matthias Dannenmayer       | 1784 | 1785 |
| Karl Schwarzl              | 1788 | 1789 |
| Johann Georg Jacobi        | 1791 | 1792 |
| Joseph Schinzinger         | 1792 | 1793 |
| Benedictis von Lowerberg   | 1793 | 1794 |

## 19. Jahrhundert (unvollständig)
| Name                                                | von  | bis  |
| --------------------------------------------------- | ---- | ---- |
| Erzherzog Karl von Österreich (Rector perpetuus)    | 1796 | 1806 |
| – Johann Georg Jacobi, Prorektor                    | 1803 | 1804 |
| – Karl Schwarzl, Prorektor                          | 1804 | 1805 |
| Karl Friedrich (Baden), Großherzog, Rektor          | 1807 | 1811 |
| Karl Ludwig Friedrich von Baden, Großherzog, Rektor | 1811 | 1818 |
| – Karl von Rotteck, Prorektor                       | 1813 | 1814 |
| Ludwig Wilhelm August (Baden), Großherzog, Rektor   | 1818 | 1830 |
| – Johannes Matthias Alexander Ecker, Prorektor      | 1820 | 1821 |
| – Karl von Rotteck, Prorektor                       | 1823 | 1824 |
| – Johannes Matthias Alexander Ecker, Prorektor      | 1824 | 1825 |
| – Carl Theodor Welcker, Prorektor                   | 1827 | 1828 |
| – Karl Joseph Beck, Prorektor                       | 1828 | 1829 |
| Leopold (Baden), Großherzog, Rektor                 | 1831 | 1852 |
| – Karl Joseph Beck, Prorektor                       | 1833 | 1834 |
| – Johann Leonhard Hug, Prorektor                    | 1835 | 1836 |
| – Karl Fromherz, Prorektor                          | 1837 | 1838 |
| – Karl Julius Perleb, Prorektor                     | 1838 | 1839 |
| – Alois Vogel, Prorektor                            | 1843 | 1844 |
| – Alexander Braun, Prorektor                        | 1849 | 1850 |
| Friedrich I. (Baden) Großherzog, Rektor             | 1852 | 1907 |
| – Johannes Matthias Alexander Ecker, Prorektor      | 1853 | 1854 |
| – Alexander Braun, Prorektor                        | 1854 | 1855 |
| – Alban Stolz, Prorektor                            | 1859 | 1860 |
| – Karl Knies, Prorektor                             | 1862 | 1862 |
| – Adolf Kußmaul, Prorektor                          | 1869 | 1870 |
| – Adolf Wagner, Prorektor                           | 1870 | 1870 |
| – Otto Funke, Prorektor                             | 1873 | 1875 |
| – Gustav Hartmann, Prorektor                        | 1873 | 1875 |
| – Rudolf Robert Maier, Prorektor                    | 1878 | 1879 |
| – Alfred Hegar, Prorektor                           | 1882 | 1883 |
| – August Weismann, Prorektor                        | 1883 | 1884 |
| – Hermann Eduard von Holst, Prorektor               | 1887 | 1888 |
| – Franz Xaver Kraus, Prorektor                      | 1890 | 1891 |
| – Otto Hense, Prorektor                             | 1893 | 1894 |
| – Bernhard von Simson, Prorektor                    | 1895 | 1896 |
| – Cornelius Krieg, Prorektor                        | 1896 | 1897 |
| – Heinrich Rosin, Prorektor                         | 1897 | 1898 |
| – Johannes von Kries, Prorektor                     | 1898 | 1899 |
| – Gustav Steinmann, Prorektor                       | 1899 | 1900 |

## 20. Jahrhundert
| Name                                                  | von  | bis  |
| ----------------------------------------------------- | ---- | ---- |
| – Paul Kraske, Prorektor                              | 1900 | 1901 |
| – Friedrich Kluge, Prorektor                          | 1901 | 1902 |
| – Gottfried Hoberg, Prorektor                         | 1902 | 1903 |
| – Richard Karl Bernhard Schmidt, Prorektor            | 1903 | 1904 |
| – Rolf Thurnevsen, Prorektor                          | 1904 | 1905 |
| – Theodor Axenfeld, Prorektor                         | 1905 | 1906 |
| – Franz Himstedt, Prorektor                           | 1906 | 1907 |
| Friedrich II. (Baden, Großherzog), Großherzog, Rektor | 1907 | 1918 |
| – Carl Braig, Prorektor                               | 1907 | 1908 |
| – Gerhart von Schulze-Gävernitz, Prorektor            | 1908 | 1909 |
| – Gottfried Baist, Prorektor                          | 1909 | 1910 |
| – Alfred Hoche, Prorektor                             | 1910 | 1911 |
| – Ernst Fabricius, Prorektor                          | 1911 | 1912 |
| – Friedrich Oltmanns, Prorektor                       | 1912 | 1913 |
| – Georg Pfeilschifter, Prorektor                      | 1913 | 1914 |
| – Alfred Schultze, Prorektor                          | 1914 | 1915 |
| – Ludwig Aschoff, Prorektor                           | 1915 | 1916 |
| – Georg von Below, Prorektor                          | 1916 | 1917 |
| – Lothar Heffter, Prorektor                           | 1917 | 1918 |
| – Heinrich Finke, Prorektor                           | 1918 | 1918 |
| Emil Göller                                           | 1918 | 1920 |
| Karl Diehl                                            | 1920 | 1921 |
| Oskar de la Camp                                      | 1921 | 1922 |
| Felix Rachfahl                                        | 1922 | 1923 |
| Hans Spemann                                          | 1923 | 1924 |
| Otto Immisch                                          | 1924 | 1925 |
| Joseph Sauer                                          | 1925 | 1926 |
| Johannes Nagel                                        | 1926 | 1927 |
| Friedrich Brie                                        | 1927 | 1928 |
| Paul Uhlenhuth                                        | 1928 | 1929 |
| Hans Dragendorff                                      | 1929 | 1931 |
| Heinrich Weber                                        | 1931 | 1932 |
| Joseph Sauer                                          | 1932 | 1933 |
| Wilhelm von Möllendorff                               | 1933 | 1933 |
| Martin Heidegger                                      | 1933 | 1934 |
| Eduard Kern                                           | 1934 | 1936 |
| Friedrich Metz                                        | 1936 | 1938 |
| Otto Mangold                                          | 1938 | 1940 |
| Wilhelm Süss                                          | 1940 | 1945 |
| Sigurd Janssen                                        | 1945 | 1945 |
| Arthur Allgeier                                       | 1945 | 1946 |
| Constantin von Dietze                                 | 1946 | 1948 |
| Gerd Tellenbach                                       | 1948 | 1949 |
| Friedrich Oehlkers                                    | 1949 | 1951 |
| Johannes Vincke                                       | 1951 | 1952 |
| Sigurd Janssen                                        | 1952 | 1953 |
| Walter-Herwig Schuchhardt                             | 1953 | 1954 |
| Max Pfannenstiel                                      | 1954 | 1955 |
| Bernhard Welte                                        | 1955 | 1956 |
| Ernst von Caemmerer                                   | 1956 | 1957 |
| Gerd Tellenbach                                       | 1957 | 1958 |
| Anton Vögtle                                          | 1958 | 1959 |
| Kurt Walter Merz                                      | 1959 | 1960 |
| Hans Thieme                                           | 1960 | 1961 |
| Hanns Ruffin                                          | 1961 | 1962 |
| Clemens Bauer                                         | 1962 | 1963 |
| Gerhard Mitscherlich                                  | 1963 | 1964 |
| Bernhard Panzram                                      | 1964 | 1965 |
| Hans-Heinrich Jescheck                                | 1965 | 1966 |
| Helmut Baitsch                                        | 1966 | 1968 |
| Bruno Boesch                                          | 1968 | 1970 |
| Hansjürg Steinlin                                     | 1970 | 1973 |
| Helmut Engler                                         | 1973 | 1977 |
| Bernhard Stoeckle                                     | 1977 | 1983 |
| Volker Schupp                                         | 1983 | 1987 |
| Christoph Rüchardt                                    | 1987 | 1991 |
| Manfred Löwisch                                       | 1991 | 1995 |

## 21. Jahrhundert
| Name                 | von  | bis  |
| -------------------- | ---- | ---- |
| Wolfgang Jäger       | 1995 | 2008 |
| Andreas Voßkuhle     | 2008 | 2008 |
| Hans-Jochen Schiewer | 2008 | 2020 |
| Kerstin Krieglstein  | 2020 | ...  |